# Привовчанське
Привовча́нське (в минулому — Прусенівка, у 1905 — 1960-ті Олексіївка) — село в Україні, у Павлоградському районі Дніпропетровської області. Входить до складу Троїцької сільської громади. Населення за переписом 2001 року становить 918 осіб.

## Географія
Село Привовчанське знаходиться на лівому березі річки Вовча, у місці впадання в неї річки Мала Терса, вище за течією на відстані 5 км розташоване село Троїцьке, нижче за течією на відстані 2 км розташоване село Малоолександрівка. Поруч проходить автомобільна дорога Т 0408.

## Історія
В 1857 році село стало власністю поміщика Дашкова, а потім перейшло під владу його зятя поміщика Батюшкова. Назву село на той час мало Прусенкове і мало 132 двори 813 чоловік населення.
Станом на 1886 рік у селі Прусенівка Городищенської волості Павлоградського повіту Катеринославської губернії мешкало 936 осіб, налічувалось 172 двори.
В 1900 році село мало понад 150 дворів і простягалося від річки Терса кругом болота над річкою Вовча.
В 1905 році воду з болота спустили, посадили декоративні дерева, забудували вулиці. На честь сина Олександра ІІІ село Прусенкове поміщики Батюшкови перейменували в село Олексіївку.
В 1917 році село входить до складу Української Народної Республіки.
Внаслідок поразки Перших визвольних змагань село надовго окуповане більшовицькими загарбниками.
В ході німецько-радянської війни гітлерівці окупували село 12 жовтня 1941 року. За післявоєнні роки село розбудувалося. Тепер село називається Привовчанське, а сільська рада Привовчанською.
До 2017 року орган місцевого самоврядування — Привовчанська сільська рада.

## Населення

### Мова
Розподіл населення за рідною мовою за даними перепису 2001 року:
| Мова       | Кількість | Відсоток |
| ---------- | --------- | -------- |
| українська | 868       | 94.55%   |
| російська  | 50        | 5.45%    |
| Усього     | 968       | 100%     |

## Економіка
- «Привовчанське», агрофірма, ТОВ.
- «Відродження», ТОВ.
- «Джерело», ТОВ.

## Освіта і медицина
В селі є Привовчанська ЗОСШ, дитячий садок і Привовчанський фельдшерсько- акушерський пункт.

## Культура
Привовчанський сільський будинок культури і бібліотека.

## Пам'ятки
- Поблизу села розташований ландшафтні заказники місцевого значення Балка Городище та Троїцько-Вишневецький.
- Пам'ятник воїнам — односельцям Учасникам Великої Вітчизняної Війни;
- Пам'ятник визволителям села від німецько-нацистських загарбників /братська могила/.

## Видатні особистості
1. Столяренко Павло Сергійович (1919—1998) — колишній голова колгоспу ім. Дзержинського.
2. Фандій Іван Тимофійович (1932—1996) — комбайнер, герой Соціалістичної праці.